# Litoria modica
Litoria modica és una espècie de granota del gènere Litoria de la família dels hílids. Originària d'Indonèsia i Papua Nova Guinea. Es coneix com wyt en l'idioma kalam de Papua Nova Guinea.